# Вискарра, Эстебан
Эстебан Габриэль Вискарра (исп. Dave Johannes Andreas van den Berg; 11 апреля 1986, Белен-де-Эскобар, провинция Буэнос-Айрес, Аргентина) — аргентинский и индонезийский футболист, атакующий полузащитник клуба «Персела Ламонган». Выступал за сборную Индонезии.

## Клубная карьера
Профессиональную карьеру начинал в «Уракане» в 2005 году, далее выступал за «Дуглас Хейг». В 2010 году перебрался в ИндонезияИндонезию, сначала играл за клуб Пелита Джая, а через год перебрался в «Семен Паданг». 3 ноября 2014 года подписал новый контракт с клубом «Семен Паданг». В январе 2019 года Вискарра перешёл в клуб «Персиб Бандунг», подписав годичный контракт с возможностью продления.

## Международная карьера
Дебютировал за сборную Индонезии 10 октября 2018 года в товарищеском матче против Мьянмы, вышел в стартовом составе, отыграл первый тайм, после перерыва его заменил Ирфан Джая.

## Личная жизнь
В 2012 году принял ислам.